# الیون فال
الیون فال (انگلیسی: Alioun Fall؛ زادهٔ ۲۰ دسامبر ۱۹۹۰) بازیکن فوتبال اهل فرانسه است.